# Oriták
Az oriták ókori indiai népcsoport tagjai voltak az Indussal határos völgyekben; az arbiták szomszédai. Nagy Sándor mindkét népet meghódította. Quintus Curtius Rufus, Plutarkhosz és Sztrabón említik őket.